# Bonaventura von Rauch
Pour les articles homonymes, voir Rauch.
Johann Bonaventura von Rauch, né le 25 juillet 1740 à Peterskirchen (Tacherting) et mort le 9 février 1814 à Berlin, est un militaire prussien.
Issu de la famille noble von Rauch et major général de l'armée prussienne, il participe à la guerre de Sept Ans, aux guerres de la Révolution française et à la guerre de la Quatrième Coalition. Dans cette dernière, étant jugé comme l'un des coupables de la reddition de Stettin, il est condamné à la prison.
Ses fils Gustav, Leopold (de) et Friedrich Wilhelm sont également militaires.